# Jean-Baptiste Dambielle
Pour les articles homonymes, voir Dambielle.
Pas d'image ? Cliquez ici

a Compétitions nationales et continentales officielles uniquement.

b Matchs officiels uniquement.
Dernière mise à jour le 12 novembre 2021.
Jean-Baptiste Dambielle, né le 15 août 1981 à Auch, est un joueur français de rugby à XV évoluant au poste d'arrière ou de demi d'ouverture (1,78 m pour 80 kg).

## Biographie
Né dans une famille de joueurs de rugby de père en fils, il perpétue la tradition allant du grand-père Henri, licencié au Lombez Samatan club, au père Philippe, joueur du Lombez Samatan club puis du FC Auch. Il était donc inévitable que cette passion se transmette à lui et à son frère cadet Benjamin. 
Il a été un des acteurs du titre de champion de France de Pro D2 du FC Auch en 2004 et de sa montée en Top 16.
Il quitte le FC Auch après 16 saisons, de mini-poussin au top 16, un titre de champion de France Pro D2, un Bouclier européen, une sélection en France A et le titre de meilleur réalisateur et buteur du Top 16 2004-2005.
Après une saison à Montferrand où il fut peu utilisé, il joue 2 ans au LOU, saisons entachées de plusieurs blessures. 
Il rejoint l'Union sportive bressane en 2008 pour se relancer, puis l'AS Béziers l'année suivante.
Il termine sa carrière sportive en retournant à Auch sa ville d’origine.
Il signe pour le nouveau club local, le RC Auch pour une saison en 2017-18 et obtient la montée en Fédérale 3.
Il entraîne actuellement le Lombez Samatan club avec son ancien coéquipier Yohan Marty.

## Carrière

### En club
- Jusqu'en 2005 : FC Auch
- 2005-2006 : ASM Clermont
- 2006-2008 : Lyon OU
- 2008-2009 : US bressane
- 2009-2010 : AS Béziers
- 2010-2011 : Blagnac SCR
- 2012-2013 : RO Agde
- 2017-2018 : RC Auch

### En sélection
- France A : 1 sélection en 2005 contre Irlande A (1 pénalité).

## Palmarès

### En club

#### Avec le FC Auch
- Championnat de France Pro D2 :
  - Champion (1) : 2004
- Bouclier européen :
  - Vainqueur (1) : 2005[2]

#### Distinction personnelle
- Meilleur buteur et réalisateur du Top 16 en 2005 avec 361 points (4 essais, 103 pénalités, 16 transformations).